# Rapljevo
Rapljevo – wieś w Słowenii, w gminie Dobrepolje. W 2018 roku liczyła 68 mieszkańców.